# Sakarya Büyükşehir Belediyesi Spor Kulübü
El Sakarya BB es un equipo de baloncesto turco con sede en la ciudad de Sakarya, que compite en la BSL, la primera división de su país. Disputa sus partidos en el Sakarya Atatürk Sports Hall, con capacidad para 1500 espectadores.
El club fue fundado en 2013 por el Municipio de Sakarya, que también lo patrocina.

## Posiciones en liga
| Temporada | Nivel | Liga | Pos. | Copa de Turquía  | European competition | European competition |
| --------- | ----- | ---- | ---- | ---------------- | -------------------- | -------------------- |
| 2013–14   | 2     | TB2L | 3º   |                  |                      |                      |
| 2014–15   | 2     | TB2L | 3º   |                  |                      |                      |
| 2015–16   | 2     | TBL  | 4º   |                  |                      |                      |
| 2016–17   | 2     | TBL  | 1º   |                  |                      |                      |
| 2017–18   | 1     | BSL  | 8º   | Cuartos de final |                      |                      |
| 2018–19   | 1     | BSL  |      |                  | 3 Champions League   |                      |

## Palmarés
- TBL
  - Semifinales: 2015, 2016

## Jugadores destacados
| - Can Akın - Onur Aksoy - Deniz Çevik - Kadir Cipa - Cihan Deliçay - Tunahan Dikmen - Enver Ekmen - Caner Ercan - Ahmet Ali Erdoğan - Gökper Gen - Kerem Gönlüm - Kevin Kaspar | - Rıfat Murat Kaya - Onurhan Korkmaz - Tufan Önen - Kerem Özcan - Hadi Özdemir - Doğukan Şanlı - Volkan Saraç - Melih Sevda - Arın Soğancıoğlu - Doğukan Sönmez - Oğuzhan Sungur - Sercan Tülek | - Yiğitcan Turna - Barış Yalman - Hakan Yapar - Erhan Yetim - Melih Yıldız - LaceDarius Dunn - Sean Evans - C.J. Harris - Franklin Hassell - Terry Smith - Darius Washington - Trévon Hughes |